# RNF41
RNF41 (англ. Ring finger protein 41) – білок, який кодується однойменним геном, розташованим у людей на короткому плечі 12-ї хромосоми. Довжина поліпептидного ланцюга білка становить 317 амінокислот, а молекулярна маса — 35 905.
| 10         |  | 20         |  | 30         |  | 40         |  | 50         |
| ---------- |  | ---------- |  | ---------- |  | ---------- |  | ---------- |
| MGYDVTRFQG |  | DVDEDLICPI |  | CSGVLEEPVQ |  | APHCEHAFCN |  | ACITQWFSQQ |
| QTCPVDRSVV |  | TVAHLRPVPR |  | IMRNMLSKLQ |  | IACDNAVFGC |  | SAVVRLDNLM |
| SHLSDCEHNP |  | KRPVTCEQGC |  | GLEMPKDELP |  | NHNCIKHLRS |  | VVQQQQTRIA |
| ELEKTSAEHK |  | HQLAEQKRDI |  | QLLKAYMRAI |  | RSVNPNLQNL |  | EETIEYNEIL |
| EWVNSLQPAR |  | VTRWGGMIST |  | PDAVLQAVIK |  | RSLVESGCPA |  | SIVNELIENA |
| HERSWPQGLA |  | TLETRQMNRR |  | YYENYVAKRI |  | PGKQAVVVMA |  | CENQHMGDDM |
| VQEPGLVMIF |  | AHGVEEI    |  |            |  |            |  |            |

A: Аланін

C: Цистеїн

D: Аспарагінова кислота

E: Глутамінова кислота

F: Фенілаланін

G: Гліцин

H: Гістидин

I: Ізолейцин

K: Лізин

L: Лейцин

M: Метіонін

N: Аспарагін

P: Пролін

Q: Глутамін

R: Аргінін

S: Серин

T: Треонін

V: Валін

W: Триптофан

Кодований геном білок за функцією належить до трансфераз. 
Задіяний у таких біологічних процесах, як апоптоз, убіквітинування білків, автофагія, альтернативний сплайсинг. 
Білок має сайт для зв'язування з іонами металів, іоном цинку. 